# Wenddorf (Osterburg)
Wenddorf ist ein Wohnplatz im Ortsteil Meseberg der Hansestadt Osterburg (Altmark) im Landkreis Stendal in Sachsen-Anhalt.

## Geografie
Wenddorf ist eine kleine Siedlung einige hundert Meter nördlich des Dorfes Meseberg.

## Geologie
Östlich der Siedlung liegt ein Geotop, die ehemalige Sandgrube Meseberg auf dem Mühlenberg, der früher Meseberg genannt wurde. Unterhalb von Wenddorf befindet sich ein wachsender Salzstock aus dem Zechstein. Das sonst einige hundert Meter tief liegende Zechsteinsalz ist hier propfenförmig aufgestiegen und hat einen Salzstock gebildet und den Mühlenberg dadurch aus dem Untergrund emporgetrieben. In seinen oberen Bereichen ist er ausgelaugt. Die Rückstände bilden einen Gipshut.

## Geschichte
Die Kolonie Wenddorf wurde zu Beginn des 19. Jahrhunderts auf Parzellen des Rittergutes Mesebergs eingerichtet.
Ein Wohnplatz Wendtorf wurde 1885 im Gemeindelexikon erwähnt. Die Siedlung ist schon älter und war bereits 1873 auf dem Messtischblatt verzeichnet, jedoch ohne eigenen Namen.
Der Historiker Peter P. Rohrlach meint, dass ein Zusammenhang zu einem früher wüsten Hof bei Meseberg bestehen könnte, dessen Lage Wilhelm Zahn 1909 so beschrieb: 1,6 Kilometer nördlich vom Dorf Meseberg, nur 400 Meter von Blankensee, liegt eine Ackerbreite von unregelmäßiger Form, „Hagemanns Hufe“ genannt.

### Einwohnerentwicklung
| Jahr                | 1885 | 1895 | 1905 |
| Wendtorf (Wenddorf) | 050  | 010  | 113  |